# Jelena Vorobjova
Jelena Aleksandrovna Vorobjova, djevojački Oblova (rus. Елена Александровна Воробьёва, Kolomna, Rusija, 18. travnja 1988.) ruska je jedriličarka koja nastupa za Hrvatsku.
Rodila se u Kolumni u Rusiji 18. travnja 1988. godine. Osvojila je srebro na Europskom prvenstvu u jedrenju u Helsinkiju 2011. godine. Natjecala se za Rusiju na Ljetnim olimpijskim igrama 2012. u Londonu jedreći u klasi Elliott 6m sa svojim timskim kolegicama Jekaterinom Skudinom i Jelenom Sjuzevom.
Budući, da je zabranjen nastup ruskim i bjeloruskim sportašima pod njihovom zastavom, preselila se sa suprugom u Split i natjecala se za Hrvatsku na Ljetnim olimpijskim igrama 2020. u Tokiju jedreći u klasi Laser Radial te na Ljetnim olimpijskim igrama 2024. u Parizu u klasi ILCA 6.